# Sporobolus tourneuxii
Sporobolus tourneuxii är en gräsart som beskrevs av Ernest Saint-Charles Cosson. Sporobolus tourneuxii ingår i släktet droppgräs, och familjen gräs. Inga underarter finns listade i Catalogue of Life.